# Mario Vargas Llosa
Jorge Mario Pedro Vargas Llosa, förste markis av Vargas Llosa, född 28 mars 1936 i Arequipa, död 13 april 2025 i Lima, var en peruansk författare, journalist och politiker. Vargas Llosa räknas som en av Latinamerikas ledande romanförfattare och essäister, och som en av de främsta författarna i sin generation. Han anses vara en av de inflytelserikaste av de latinamerikanska författare som slog igenom under den latinamerikanska boomen under 1960- och 1970-talet. 2010 tilldelades han nobelpriset i litteratur för sin "kartläggning av maktens strukturer och knivskarpa bilder av individens motstånd, revolt och nederlag".
Vargas Llosa fick sitt genombrott på 1960-talet med romanerna Staden och hundarna (1963) och Det gröna huset (1965). Han var aktiv inom en rad litterära genrer och verkade som litteraturkritiker och journalist. Bland hans verk finns komedier, deckare, historiska romaner och politiska thrillers. I många av sina verk gav han sin syn på det peruanska samhället, men han blev med tiden mer internationellt inriktad, och hans senare verk berörde också andra delar av världen. I karriären gick Vargas Llosa från en litterär modernism till en lekfullare postmodernistisk stil.
Som många andra latinamerikanska författare var Vargas Llosa politiskt aktiv genom hela sin författarkarriär. Hans politiska åsikter gick gradvis från vänster till höger. Den kubanska revolutionen under Fidel Castros ledning hade till en början Vargas Llosas stöd, något han senare ångrade. 1990 ställde han upp som presidentkandidat i det peruanska valet för center-högerkoalitionen Frente Democrático (FREDEMO) och förespråkade nyliberala reformer. Betecknande för Vargas Llosas politiska hållning är hans grundläggande liberala värderingar, såsom vikten av individens frihet och moraliska ansvar, och hans försvar av demokratin. Senare gav han sin stöd åt mer traditionellt konservativa kandidater. År 1990 påstod han i ett uttalande på mexikansk teve att "Mexiko är den perfekta diktaturen", ett uttalande som levde kvar länge i Mexiko och internationellt.

## Tidigt liv och familj
Mario Vargas Llosa föddes i en medelklassfamilj den 28 mars 1936 i staden Arequipa i Peru. Han var det enda barnet till Ernesto Vargas Maldonado och Dora Llosa Ureta. Fadern var busschaufför och modern var dotter till en kreolfamilj. Makarna separerade några månader före Vargas Llosas födelse. Fadern hade en kärleksrelation med en tysk kvinna och från den relationen har Mario två yngre halvbröder, Enrique och Ernesto Vargas.
Släkten Vargas kom till Peru på 1500-talet. Namnet var taget från en adelsman i Trujillo, Juan de Vargas, på vars mark man hade tjänat som bönder eller vasaller. Det fanns en Vargas i den handfull conquistadorer som tog tillfånga Atahualpa. Släkten Vargas blev en av de mest spridda och Mario kommer ur en av dess grenar. Släkten Llosa kom till Peru på 1600-talet, namnet kommer från en by med samma namn i Katalonien. En gren kom med tiden till Santillana del Mar och därifrån utvandrade Juan de la Llosa y Llaguno till Arequipa och hans efterkommande höll sig sedan kvar i trakten, "de flesta med yrken såsom advokater, präster, nunnor, domare, lärare, funktionärer, poeter, tokstollar och en och annan militär."
Vargas Llosa levde hos sin mors familj i Arequipa till ett år efter föräldrarnas skilsmässa, då hans morfar Pedro Llosa blev honorärkonsul för Peru i Bolivia. Med sin mor och hennes familj flyttade Vargas Llosa därefter till Cochabamba i Bolivia, där han tillbringade sina tidiga barnaår. Familjen Llosa hölls ihop av morfadern, som drev en bomullsfarm. Modern och hennes familj ville inte förklara att Vargas Llosas föräldrar hade separerat och han växte upp i tron att hans far var död. När José Bustamante y Rivero var president i Peru fick hans morfar en befattning som prefekt i den peruanska kuststaden Piura och hela familjen flyttade tillbaka till Peru. Medan han bodde i Piura gick Vargas Llosa i grundskola vid den religiösa akademin Colegio Salesiano. 1946, vid tio års ålder, flyttade han till Lima där han för första gången träffade sin far. Föräldrarna återupprättade sin relation och bosatte sig under Vargas Llosas tonår i Magdalena del Mar, ett medelklassdistrikt i Lima. Han studerade då vid Colegio La Salle, en kristen salesiansk grundskola, från 1947 till 1949.
Fadern som hade upptäckt att sonen skrev poesi var orolig för hans framtid och försörjning. Han ansåg att det var lämpligt att skicka Vargas Llosa till en militärskola där han skulle få en "manlig" uppfostran (hombria). Vid fjorton års ålder skickades han sålunda till militärskolan Colegio Militar Leoncio Prado i La Perla, Callao. Det var ett internat där han gick tredje och fjärde året i educación secundaria åren 1950-51. Där fick han uppleva en järnhård militär disciplin och det var den epok då han läste och skrev "som han aldrig hade gjort förut", och formade så sin förmåga som författare.  Han tyckte mest om att läsa romaner av franska författare som Alexander Dumas och Victor Hugo. Bland hans lärare figurerade den surrealistiske poeten César Moro, som under en tid undervisade Vargas Llosa i franska.
När sommarlovet började 1952 började Vargas Llosa arbeta som assistent på tidningen La Crónica. Kort därefter övergick han till att vara journalistlärling, och fick arbeta med reportage och intervjuer om lokala händelser. Ett år innan han tog sin examen började Vargas Llosa arbeta som amatörjournalist för lokala tidningar. Han slutade studera vid militärskolan och avslutade sina studier i Piura, där han arbetade för den lokala tidningen La Industria och bevittnade framförandet av sitt första dramatiska verk, Inkans flykt (La huida del Inca).
År 1953, under Manuel Odrías regering, skrev Vargas Llosa in sig vid det anrika universitetet San Marcos i Lima, för att studera juridik och litteraturvetenskap. Han gifte sig år 1955 vid 19 års ålder med sin morbrors svägerska, den 10 år äldre nyskilda Julia Urquidi Illanes. Om detta har Vargas Llosa skrivit i den självbiografiska "Tant Julia och författaren" (där han dock ändrade hustruns ålder till 13 år äldre).  Familjen Llosa uppfattade äktenskapet som en riktig skandal. Vargas Llosa började sin litterära karriär på allvar 1957 när hans första noveller publicerades, Los jefes (Ledarna) och El abuelo (Farfadern/morfadern), medan han arbetade för två peruanska tidningar: El Mercurio Peruano och El Comercio. När han tog examen vid San Marcos 1958 fick han ett stipendium, Javier Prado, som gjorde det möjligt för honom att åka till Madrid, där han studerade vid Universidad Complutense, 1960, efter att stipendiet hade gått ut, flyttade han till Frankrike i förvissningen om att han skulle få ett stipendium för att studera där. Men när han anlände till Paris fick han veta att hans ansökan om stipendium hade avslagits. Trots Marios och Julias osäkra ekonomiska läge bestämde sig paret för att stanna i Paris där han började skriva produktivt. . 
Vargas Llosas kusin Patricia Llosa Urquidi flyttade som 15-åring in hos paret under sina studier och Vargas Llosa förälskade sig så småningom i henne och skilde sig från Julia Urquidi Illanes 1964. Året därpå gifte han om sig med den då 19-åriga Patricia Llosa Urquidi som han sedermera fick tre barn med: Álvaro (född 1966), författare och redaktör, Gonzalo (född 1967), arbetar för FN-organet UNHCR i Genève, och Morgana (född 1974), fotograf/journalist för tidningen El País i Madrid. 1971 lade han också fram sin doktorsavhandling i Madrid med titeln Gabriel García Márquez: historia de un deicidio som publiceras samma år. Under äktenskapet skötte hustrun Patricia allt det praktiska och ekonomiska runt Mario Vargas Llosa. Då han mottog Nobelpriset prisade han Patricia Llosa som "bra på allt" och citerade henne ""Mario, para lo único que tú sirves es para escribir" ("Mario, det enda du duger till är att skriva."),
Efter 50 års äktenskap lämnade Mario Vargas Llosa sin andra hustru Patricia Llosa Urquidi för Julio Iglesias före detta hustru Isabel Preysler, spansk modell och programledare med filippinskt ursprung, mor till bland annat Enrique Iglesias. Paret levde tillsammans från 2015 till december 2022 då de meddelade att de hade avslutat sin relation.

## Författarskap

### Genombrott och tidiga verk
Vargas Llosas första roman Staden och hundarna (La ciudad y los perros) publicerades 1963. Handlingen utspelar sig kring en grupp kadetter på Limas militärskola, och bygger på författarens egna erfarenheter under hans två år vid Colegio Militar Leoncio Prado. Detta tidiga verk fick stor uppmärksamhet och var en omedelbar framgång. Kritiker imponerades av romanens vitalitet och författarens skickliga användning av sofistikerade litterära tekniker. Romanen vann också kritikerpriset Premio de la Crítica Española. Bokens skarpa kritik av det peruanska militäretablissemanget ledde dock till kontrovers. Tusen exemplar av boken brändes ceremoniellt vid skolan och flera peruanska generaler gick till hårt angrepp. En av generalerna sa att boken hade skrivits av ett ”degenererat sinne” och en annan att romanen var betald av Ecuador för att underminera den peruanska arméns anseende. Boken hade framgång, men hos Vargas Llosa kvarstod för alltid ett tvivel på om detta berodde på bokens kvaliteter eller på skandalen runt den.
År 1965 publicerades Det gröna huset (La casa verde), en roman om en bordell med samma namn och om hur dess halvmytiska närvaro påverkar bokens gestalter. Huvudhandlingen kretsar kring Bonifacia, en flicka som har för avsikt att avlägga klosterlöfte, men som förvandlas till la Selvatica, bordellens kändaste prostituerade. Boken hyllades av kritikerna och befäste Vargas Llosa som en central figur inom den latinamerikanska litteraturen. Det gröna huset tilldelades det första Rómulo Gallegos-priset 1967 i tävlan med verk av den uruguayanske veteranförfattaren Juan Carlos Onetti och av Gabriel García Márquez. Vargas Llosa fick tillräckligt många priser enbart genom Det gröna huset för att bli en av de centrala författarna inom den latinamerikanska boomen. Många kritiker anser fortfarande att boken är författarens bästa och viktigaste verk. Gerald Martin, en brittisk kritiker av latinamerikansk litteratur, har framhållit den som en av de största latinamerikanska romanerna någonsin.
Vargas Llosa's tredje roman Samtal i katedralen publicerades 1969 när han var 33 år gammal. Den är en berättelse om ministersonen Santiago Zavala och hans chaufför Ambrosio. När de två av en slump träffas på ett hem för herrelösa hundar uppstår en intensiv konversation som fortsätter på Katedralen, en näraliggande bar. Under samtalet, som belyser den härskande diktaturen, söker Zavala efter sanningen om sin fars roll i mordet på en ökänd peruansk motståndsman. Zavalas sökande leder honom dock in i en återvändsgränd utan svar eller tecken på en bättre framtid. Romanen angriper  Odrías hårdföra regim genom att visa hur en diktatur kontrollerar och förstör människors liv. Hopplösheten är ett genomgående tema i Samtal i katedralen, som är en av Vargas Llosas bittraste romaner.

### 1970-talet och "upptäckten av humor"
År 1971 publicerade Mario Vargas Llosa sin doktorsavhandling vid Complutenseuniversitet i Madrid. García Márquez: historia de un deicidio ('García Márquez: berättelsen om ett gudamord') är en omfattande studie av hans vän den colombianske författaren och nobelpristagaren i litteratur, Gabriel García Márquez som han senare blev ovän med. År 1976 slog han Márquez i ansiktet i Mexico City vid Palacio de Bellas Artes; detta blev slutet på deras vänskap.  Ingen av författarna har gett någon offentlig förklaring till osämjan, och de båda har en överenskommelse om att inte prata om varandra. Ett fotografi av Márquez med en blåtira publicerades 2007, vilket åter väckte allmänhetens intresse för fejden. Trots flera decenniers tystnad godkände Vargas Llosa år 2007 att delar av hans bok skulle användas som inledning till en specialutgåva till 40-årsjubileet av Márquez bok Hundra år av ensamhet (1967). Historia de un Deicidio gavs också ut igen samma år, som en del av Vargas Llosas samlade verk.
Efter Samtal i katedralen gick Vargas Llosas från allvarligare teman som politik och samhällsproblem till mer satiriska skildringar. Den latinamerikanska litteraturforskaren Raymond L. Williams beskriver denna fas i Vargas Llosas författarkarriär som "upptäckten av humor". Hans första satiriska roman var Pantaleón och soldatbordellen, som publicerades 1973. Denna korta, komiska roman består av vinjetter av samtal och dokument om de peruanska arméstyrkorna och en kår med prostituerade med uppdrag att besöka militära utposter i avlägsna djungelområden. Handlingen liknar den i hans tidigare roman Det gröna huset men i annan form. Pantaleón och soldatbordellen är sålunda en sorts parodi på både Det gröna huset och den litterära utgångspunkt som romanen representerar. Idén till romanen fick han genom att själv bevittna hur prostituerade anlitades av den peruanska armén för att betjäna soldater i djungeln.
Från 1974 till 1987 fokuserade Vargas Llosa på sitt skrivande, men tog sig även tid till andra initiativ. 1975 var han med och regisserade filmatiseringen av Pantaleón och soldatbordellen. Efter denna föga framgångsrika produktion valdes han till ordförande i den internationella författarklubben PEN. Vid den tiden reste Vargas Llosa ofta för att föreläsa på konferenser som organiserades av internationellt kända institutioner, såsom Hebreiska universitetet i Jerusalem och Universitetet i Cambridge.
År 1977 publicerade Vargas Llosa Tant Julia och författaren (La tía Julia y el escribidor), som delvis bygger på hans äktenskap med sin första fru, Julia Urquidi, som han även tillägnade romanen. Hon skrev senare sina memoarer, Lo que Varguitas no dijo (Vad lille Vargas inte sa), där hon gav sin egen syn på deras relation. Hon menar att Vargas Llosa på flera ställen överdrivit många negativa delar av deras relation, samtidigt som han bagatelliserat hennes stöd för sin författarkarriär. Tant Julia och författaren anses vara ett av de mest slående exemplen på hur bild- och talspråket i populärkulturen kan användas i litteraturen. Romanen filmatiserades 1990 i Hollywood under namnet Tune in Tomorrow.

### Senare romaner

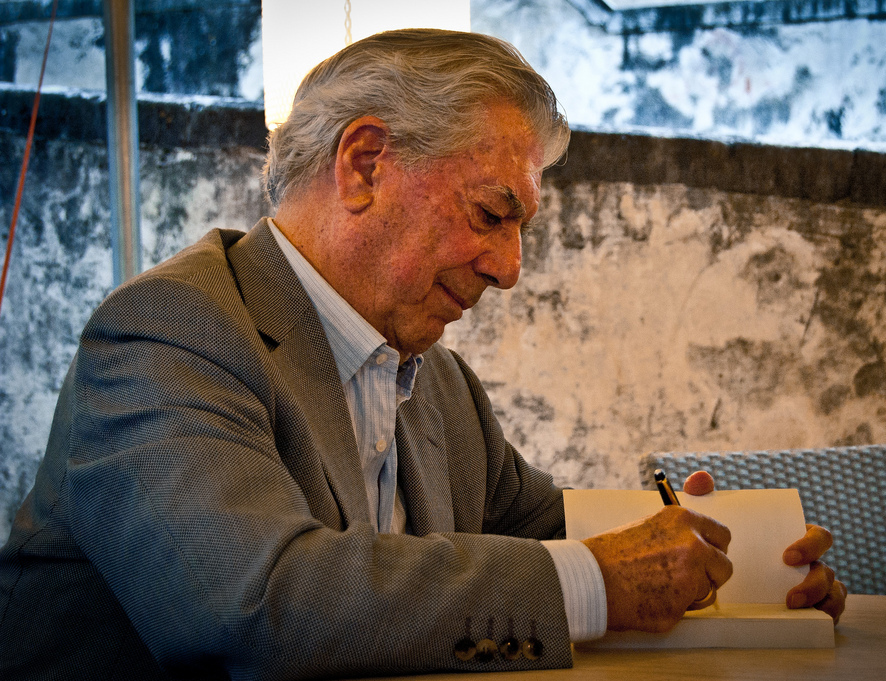
Mario Vargas Llosa 2010.

Mario Vargas Llosas fjärde längre skönlitterära verk Kriget vid världens ände gavs ut 1981 och var hans första historiska roman. Boken blev början på en radikal utveckling av hans litterära stil mot frågor som messianism och irrationellt mänskligt beteende. Romanen utspelar sig under upproret i Canudos i Brasilien i mitten av 1890-talet, en väpnad konflikt där en milleniaristisk sekt höll stånd mot den brasilianska armén i flera år. Precis som Vargas Llosas tidigaste verk behandlar den ett allvarligt motiv på ett sakligt sätt, och är skriven i en mörk ton. Kritiker uppskattade hur Vargas Llosas utforskade mänsklighetens fallenhet för att idealisera våld och hans skildringar av en katastrof orsakad av fanatism. Trots att romanen hyllades även i Brasilien fick den till en början ett dåligt mottagande, som en utlännings skildring av ett brasilianskt tema. Den kritiserades också för att vara revolutionär och antisocialistisk. Vargas Llosa säger själv att det är hans egen favoritroman och den som varit svårast att skriva.
Efter att ha avslutat Kriget vid världens ände började Vargas Llosa skriva romaner som var betydligt kortare än många av hans tidigare böcker. År 1983 färdigställde han Den sanna berättelsen om kamrat Mayta (Historia de Mayta), en roman med fokus på ett vänsteruppror som ägde rum den 29 maj 1962 i staden Jauja i Anderna.  Senare samma år, under Sendero Luminosos uppror, inbjöds Vargas Llosa av den peruanska presidenten Fernando Belaúnde Terry att ingå i en kommission som skulle granska massakern på åtta journalister av byinvånarna i Uchuraccay. Kommissionens huvudsyfte var att undersöka morden för att kunna informera allmänheten om händelsen. Efter sitt engagemang i kommissionen publicerade Vargas Llosa en serie artiklar där han försvarade sin hållning i affären. År 1986 blev han klar med sin nästa roman, Vem dödade Palomino Molero? (¿Quién mató a Palomino Molero?), en morddeckare som han började skriva strax efter undersökningen av vad som hände i Uchuraccay. Handlingen i romanen ligger nära händelserna i Uchuraccay, men litteraturkritikern Roy Boland har framhållit att den inte är så mycket ett försök att rekonstruera morden som en form av "litterär exorcism" av Vargas Llosas egna erfarenheter som medlem av kommissionen. Arbetet med kommissionen inspirerade även en av Vargas Llosas senare romaner, Döden i Anderna (Lituma en los Andes), som först gavs ut 1993 i Spanien.
Det tog nästan 20 år innan Vargas Llosa skrev nästa större verk. Bockfesten (La fiesta del chivo), en politisk thriller som publicerades år 2000. Enligt Raymond L. Williams är Bockfesten Vargas Llosas närmast kompletta och ambitiösaste roman sedan Kriget vid världens ände. Romanen är baserad på diktatorn Rafael Trujillo, som styrde Dominikanska republiken från 1930 till dess han mördades 1961. Verket har tre huvudmotiv. Det första rör Urania Cabral, dotter till en före detta politiker, samt lojal Trujilloanhängare som för första gången återvänder till Dominikanska republiken efter mordet på Trujillo trettio år tidigare. Det andra motivet är själva mordet; konspiratörerna som utförde det och dess konsekvenser. Det tredje motivet handlar om Trujillo själv under slutet av hans regim. Boken fick snabbt positiva recensioner i Spanien och Latinamerika. Den anses vara ett av Vargas Llosas bästa verk.
År 2006 skrev Vargas Llosa Den stygga flickans rackartyg (Travesuras de la niña mala) som journalisten Kathryn Harrison anser vara en omskrivning (snarare än en bearbetning) av Gustave Flauberts Madame Bovary från 1856. I Vargas Llosas version handlar boken om en peruansk utvandrares besatthet av en flicka som han har älskat i årtionden, sedan tonåren. År 2013 utkom Den blygsamme hjälten, hans första roman efter nobelpriset. Den har beskrivits som en roman där Vargas Llosa i pusseldeckarens form skildrar det samtida Peru.

## Senare liv och politiskt engagemang
Som många andra latinamerikanska intellektuella stödde Mario Vargas Llosa i början Fidel Castros kubanska revolutionära regering. Han studerade marxism på djupet som universitetsstudent och övertygades senare av kommunistiska ideal efter den kubanska revolutionens framgångar. Gradvis började dock Vargas Llosa anse att kubansk socialism var oförenlig med hans syn på mänskliga fri- och rättigheter. Den officiella brytningen mellan författaren och den politik som den kubanska regeringen förde kom med den så kallade Padilla-affären, när Castro fängslade poeten Heberto Padilla. Vargas Llosa skrev tillsammans med andra intellektuella en protest mot det kubanska politiska systemet och dess fängslande av Padilla som de skickade till Castro. Vargas Llosa har sedan dess identifierat sig med liberalismen snarare än vänsterns ideologier. Efter att han gav upp sin tidigare vänsterpolitik har han motsatt sig både såväl höger- som vänsterorienterade auktoritära regimer.
När Vargas Llosa fick en befattning i undersökningskommissionen 1983 ledde det till vad litteraturkritikern Jean Franco har kallat "den obekvämaste händelsen i hans politiska karriär". Hans medverkan i kommissionen gav upphov till omedelbara negativa reaktioner och förtal från den peruanska pressen. Många menade att massakern var en konspiration för att hindra journalisterna att rapportera om regeringens paramilitära aktiviteter i Uchuraccay. Kommissionens slutsats var att byborna själva låg bakom morden. Vargas Llosa såg händelsen som ett tecken på "hur sårbar demokratin är i Latinamerika och hur lätt den kan utplånas av både höger- och vänsterdiktaturer. Dessa slutsatser och Vargas Llosa själv kritiserades hårt. Antropologen Enrique Mayer anklagade honom för paternalism, medan Meyers kollega Carlos Iván Degregori kritiserade honom för hans okunnighet om samhället i Anderna. Vargas Llosa anklagades också för att aktivt hjälpa regeringen att mörklägga arméns roll i massakern. Den amerikanska litteraturvetaren Misha Kokotovic har sammanfattat kritiken med att Vargas Llosa anklagades för att betrakta "inhemska kulturer som ett 'primitivt' hinder mot förverkligandet av hans västerländska modernitetsideal". Vargas Llosa chockades av massakern i sig och sedan av reaktionen mot hans slutsatser i kommissionen. Hans reaktion mot kritiken var att de brydde sig mer om hans rapport än de hundratals bönder som senare mördades av Sendero Luminosos gerilla.

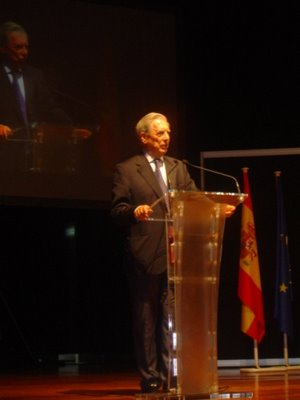
Vargas Llosa vid grundandet av UPyD i september 2007.

Under 1980-talet blev Vargas Llosa känd för sin principfasta nyliberala hållning. Han stödde den konservativa regeringen under Fernando Belaúnde Terry men avvisade 1984 en inbjudan att bli premiärminister. År 1987 hjälpte han till att bilda och senare leda Movimiento Libertad. Året därpå gick hans parti in i en koalition med Perus två största konservativa politiska partier vid den tiden, Acción Popular under före detta presidenten Fernando Belaúnde Terry och Partido Popular Cristiano, lett av Luis Bedoya Reyes, för att skapa den tredelade center-högerkoalitionen Frente Democrático (FREDEMO). Han ställde upp i Perus presidentval 1990 som kandidat för FREDEMO. Han föreslog ett drastisk ekonomiskt sparprogram som skrämde fattiga väljare. Programmet betonade behovet av privatisering, marknadsekonomi, frihandel och framför allt spridningen av privat egendom. Han vann den första valomgången med 34% av alla röster, men besegrades av den då okända jordbruksingenjören Alberto Fujimori i den andra valomgången. Vargas Llosa redogjorde för valet i sin memoar El pez en el agua, ('En fisk i vattnet') 1993. Efter valet 1990 har han främst fokuserat på att skriva, dock med ett sporadiskt engagemang inom politiken.
En månad efter att han förlorat valet bjöds Vargas Llosa in till en konferens för intellektuella i Mexiko av det landets mest framstående författare, Octavio Paz. (En månad efter konferensen tilldelades Paz Nobelpriset i litteratur.) Konferensen, som gick under namnet "El siglo XX: la experiencia de la libertad" ('1900-talet: frihetens erfarenhet') ägnades åt att diskutera kommunismens sammanbrott i Öst- och Centraleuropa. Den sändes i mexikansk tv mellan den 27 augusti och den 2 september. I ett uttalande den 30 september 1990 fördömde Vargas Llosa det mexikanska maktsystemet, som baserades på partiet Partido Revolucionario Institucionals (PRI, som suttit vid makten i 61 år) permanenta styre, i ett uttalande: "Mexiko är den perfekta diktaturen. Den perfekta diktaturen är inte kommunism, inte Sovjetunionen, inte Fidel Castro; den perfekta diktaturen är Mexiko. För det är en kamouflerad diktatur." Med hänvisning till PRI lade han till: "Jag tror inte att det någon annanstans i Sydamerika har funnits en diktatur som så effektivt har rekryterat intelligentsian och så omärkligt mutat den." Uttalandet "Mexiko är den perfekta diktaturen" blev en kliché i Mexiko och internationellt, ända tills PRI förlorade makten i Mexiko år 2000.
Vargas Llosa bodde mestadels i London från 1990-talet, men tillbringade ungefär tre månader om året i Peru. Vargas Llosa fick spanskt medborgarskap 1993. Han besökte ofta Spanien för olika konferenser och semestrade ofta där. 1994 valdes han till medlem av Real Academia Española (Spanska kungliga akademien) där han från januari 1996 innehade stol ”L” och han var aktiv på den spanska politiska arenan. I februari 2008 slutade han att stödja Partido Popular till förmån för det nyskapade partiet Enhet, framsteg och demokrati. Vargas Llosa påstod att vissa av Partido Populars konservativa ståndpunkter gick emot hans klassiskt liberala åsikter. Hans politiska ideologier framträder i boken Política razonable ('Rimlig politik'), skriven av politikerna och kulturpersonligheterna Fernando Savater, Rosa Díez, Álvaro Pombo, Albert Boadella och Carlos Martínez Gorriarán. I nätverket Fundación Internacional para la Libertad knöt Vargas Llos samman ett stort antal tankesmedjor och forskningsinstitut för att skapa en samlingspunkt för den spansktalande världen, med syfte att utveckla och sprida liberala värderingar. Han verkade även som gästprofessor vid flera framstående universitet. Vid Georgetown University, Washington DC, fick han en tjänst hösten 2009, vid institutet Ibero-American Literature and Culture som hade hade i flera år. Den 3 februari 2011 adlades han av Spaniens kung Juan Carlos I med den ärftliga titeln markis av Vargas Llosa (spanska: Marqués de Vargas Llosa). Hans äldste son Álvaro är arvtagare till titeln.

### Syn på droger
År 2010 kom Mario Vargas Llosa med ett uppseendeväckande uttalande där han menade att kriget mot droger var ett enda stort misslyckande. Llosa berömde stater som Mexiko, som agerat med stort mod för att bekämpa drogkarteller men menade samtidigt att det inte gick att vinna detta krig. Samhället ”måste legalisera narkotikan” istället för att lägga enorma summor på att bekämpa den. Att satsa på ”rehabilitering, prevention och utbildning”. Llosa drog paralleller med dagens syn på tobak och den informationskampanj som fått stor framgång. Detta skulle vara det enda sättet att få slut på det våld knarkindustrin för med sig.
I juni 2011 vände sig Llosa tillsammans med flera andra framstående personer i samhället, däribland FN:s tidigare generalsekreterare Kofi Annan och entreprenören Richard Branson, till FN där de bland annat krävde:  
- Att det blir ett slut på kriminaliseringen och stigmatiseringen av personer som nyttjar droger men som inte skadar andra
- Att regeringar uppmuntras att testa legalisering av droger, i första hand marijuana.
- Att kampanjer som riktar sig till unga med budskapen "säg nej till droger" eller "nolltolerans mot droger" slopas, i stället bör andra utbildningsmetoder användas.[96]

## Stil

### Handling, miljöer och huvudteman
Mario Vargas Llosas stil bygger på såväl historiska händelser som personliga erfarenheter. Hans erfarenheter vid militärskolan Leoncio Prada var grunden för beskrivningen av den korrumperade samhällsinstitutionen i hans första roman Staden och hundarna. Skolans korruption är också en återspegling av korruptionen i det peruanska samhället vid tiden för romanens tillkomst. Berättartekniken är inspirerad av den nya romanen. Vargas Llosa använder ofta sina böcker för att utmana det otillräckliga i samhället, såsom moralens förfall och förtrycket från dem som har politisk makt gentemot dem som utmanar denna makt. Ett av de teman som han har utforskat är individens strävan efter frihet i en verklighet fylld av förtryck. Till exempel baseras hans roman Samtal i katedralen på Perus president Manuel Odrías diktatur. Bokens huvudperson Santiago gör uppror mot den kvävande diktaturen genom att delta i vänsterpolitiska gruppers subversiva aktiviteter. Vargas Llosas andra roman, Det gröna huset, utforskar förutom teman som korruption och förtryck också "fördömandet av Perus grundläggande institutioner", och tar upp korrupta officerares misshandel och utnyttjande av de anställda vid en bordell.
Många av Vargas Llosas tidiga romaner utspelar sig i Peru, medan de senare verken utspelar sig i andra delar av Sydamerika, såsom Brasilien och Dominikanska republiken. Kriget vid världens ände var den första av hans stora romaner som utspelade sig utanför hans hemland. Trots att handlingen berör upproret i Canudos som var riktat mot den brasilianska regeringen bygger romanen inte direkt på historiska fakta. Dess huvudsakliga inspirationskälla är snarare den icke-fiktiva redogörelsen för dessa händelser som publicerades av den brasilianske författaren Euclides da Cunha 1902. Bockfesten, som baserats på Rafael Trujillos diktatur, utspelar sig i Dominikanska republiken. För att förbereda boken studerade Vargas Llosa grundligt dominikansk historia. Romanen är realistisk till sin karaktär, och Vargas Llosa understryker att han "respekterade den grundläggande informationen, [...] jag har inte överdrivit", men samtidigt påpekar han att "det är en roman, ingen historiebok, så jag tog mig många, många friheter".
En av Vargas Llosas senare romaner, Paradiset finns om hörnet, utspelar sig till stor del i Frankrike och på Tahiti. Den är baserad på före detta samhällsutvecklaren Flora Tristan, och visar hur Flora och Paul Gaugin inte fann paradiset, men ändå lyckades inspirera efterföljare att arbeta för en socialistisk utopi. Vissa kritiker, såsom Barbara Mujica, menar dock att Paradiset finns om hörnet saknar den "djärvhet, energi, politiska vision och berättartekniska geni" som fanns i hans tidigare verk.

### Modernism och postmodernism
Vargas Llosas verk betraktas som både moderna och postmoderna. Trots att skillnaden mellan modern och postmodern litteratur är flitigt omdebatterad hävdar litteraturvetaren M. Keith Booker att problematiken och den tekniska komplexiteten i Vargas Llosas tidiga verk, som Det gröna huset och Samtal i katedralen, är inslag som är typiska för den moderna romanen. De tidiga romanerna innehåller också ett visst mått av allvar, även det en viktig del av definitionen av modern konstutövning. Vargas Llosas senare romaner, till exempel Pantaleón och soldatbordellen, Tant Julia och författaren, Den sanna berättelsen om kamrat Mayta och El hablador ('Berättaren'), bär tydliga spår av postmodernt skrivande. Dessa har en mycket lättare, farsartad och komisk ton, något som är typisk för postmodernismen. Booker har jämfört två av Vargas Llosas romaner, Det gröna huset och Pantaleón och soldatbordellen, och diskuterar kontrasten mellan modernism och postmodernism som återfinns i författarens verk. Booker påpekar att samtidigt som båda romanerna utforskar ämnen som prostitution och den peruanska militären är den förra gravallvarlig medan den senare är löjligt komisk.

### Sammanvävda dialoger
Litteraturvetaren M. Keith Booker menar att Vargas Llosa fulländar tekniken med sammanvävda dialoger i sin roman Det gröna huset. Genom att väva samman två samtal som utspelar sig vid olika tillfällen skapar han illusionen av en återblick. Vargas Llosa använder också denna teknik ibland för att byta miljö genom att väva ihop två samtal som tar plats samtidigt men på olika ställen. Denna teknik, som han började använda mot slutet av sin första roman, Staden och hundarna, är kännetecknande för hans litterära repertoar. Han använder sig dock inte av sammanvävda dialoger på samma sätt i alla romaner. Till exempel används tekniken i Det gröna huset på ett seriöst sätt, för att uppnå en nykter ton och för att fokusera på släktskapet mellan händelser som äger rum vid olika tillfällen och på olika platser, medan samma teknik skapar komiska effekter i Pantaleón och soldatbordellen, där enklare scenbyten används. Denna teknik liknar både Virginia Woolfs sammanflätande av olika karaktärers monologer och Gustave Flauberts kontrapunktiska teknik där han flätar samman samtal med andra händelser, såsom föreläsningar.

### Förebilder
Mario Vargas Llosas första litterära förebilder var relativt okända peruanska författare som Martín Adán, Carlos Oquendo de Amat och César Moro. Som ung författare inspirerades han av dessa revolutionära författare för att skapa nya berättarstrukturer och tekniker för att ge en mer samtida, mångfacetterad bild av det urbana Peru. Han sökte en stil som skiljde sig från de traditionella skildringar av landet och landsbygdslivet som blivit berömda genom José María Arguedas, Perus främsta romanförfattare vid den tiden. Vargas Llosa beskrev Arguedas som "ett exempel på en gammalmodig regionalism som redan hade uttömt sina visionära möjligheter". Trots att han inte delade Arguedas intresse för ursprungsbefolkningens situation, beundrade och respekterade Vargas Llosa honom för hans bidrag till den peruanska litteraturen. År 1996 publicerade han också La utopía arcaica ('Den ålderdomliga utopin'), en studie över Arguedas verk.
Vargas Llosa begränsade sig inte till peruansk litteratur, han letade också inspiration utomlands. Två fransmän, existentialisten Jean-Paul Sartre och romanförfattaren Gustave Flaubert, influerade både hans teknik och hans stil. Sartres påverkan är som påtagligast i Vargas Llosas flitiga användning av dialog. Flauberts litterära självständighet (hans romaner går i många fall emot såväl verklighet som moral) är något som väckt Vargas Llosas beundran, och som även kom till uttryck i La orgía perpetua. Flaubert y "Madame Bovary" ('Den eviga orgien. Flaubert och Madame Bovary'), Vargas Llosas studie av Flauberts estetik. I sin analys av den franske författaren ifrågasätter Vargas Llosa litteraturens revolutionära kraft i ett politiskt sammanhang, något som skiljer sig tydligt från hans tidigare syn på "litteratur som en form av uppror".
En av Vargas Llosas favoritförfattare, och den som troligen haft störst inflytande på hans skrivande, är amerikanen William Faulkner. Vargas Llosa anser att Faulker är "författaren som fulländade den moderna romanens teknik". Båda använder komplicerade förändringar i tid och berättande i sin litterära stil. Till exempel har handlingen och utvecklingen av huvudpersonen i Staden och hundarna till viss del influerats av Vargas Llosas favoritroman av Faulkner, Ljus i augusti.
Förutom studierna av Arguedas och Flaubert har Vargas Llosa skrivit litterär kritik av andra författare som han beundrat, såsom Gabriel García Marquez, Albert Camus, Ernest Hemingway och Jean-Paul Sartre. Målet med hans icke-fiktiva verk har främst varit att visa på hur dessa författare influerat hans skrivande och visa på kopplingen mellan honom själv och de andra författarna. Kritikern Sara Castro–Klarén menar att han inte erbjuder mycket till systematisk analys av dessa författares litterära tekniker. Till exempel fokuserar Vargas Llosa i La orgía perpetua: Flaubert y "Madame Bovary" på förhållandet mellan sin estetik och Flauberts, snarare än att endast diskutera Flauberts egen estetik.

## Inflytande
Mario Vargas Llosa anses vara en av de stora latinamerikanska författarna, tillsammans med författare som Octavio Paz, Julio Cortázar, Jorge Luis Borges, Gabriel García Márquez och Carlos Fuentes. Fuentes själv analyserade redan 1971 i boken La Nueva Novela ('Den nya romanen') de positiva influenser som Varga Llosas verk har haft på den latinamerikanska litteraturen. Kritikern Gerald Martin skrev 1987 att Vargas Llosa var "kanske den framgångsrikaste [...och] tveklöst den kontroversiellaste latinamerikanska författaren under de senaste tjugofem åren".
Vargas Llosa är känd för sitt journalistiska arbete. Han publicerade i maj 1960 sin första tidningsartikel i nummer 198 av tidskriften Caretas (Lima). Den 25 juli 1977 var det premiär för hans kolumn Piedra de toque, en författares betraktelse över mänskliga angelägenheter. Sedan 1997 publiceras Varga Llosas kolumner varannan vecka i Caretas, liksom i mer än 20 tidningar och tidskrifter i hela västvärlden. Han var också programledare i peruansk teve åren 1980–1982, för kulturmagasinet La torre de Babel ('Babels torn').
De flesta av Vargas Llosas verk har översatts till flera språk och nått betydande internationell framgång. Även hans journalistiska arbete har blivit publicerat internationellt, något som relativt få andra latinamerikanska författare lyckats med. Under sin karriär har han skrivit mer än ett dussin romaner och ett antal andra böcker och berättelser, och har i flera decennier varit en tongivande röst inom latinamerikansk litteratur. Han har vunnit flera priser för sitt författarskap, från Premio Leopoldo Alas 1959 och Premio Biblioteca Breve 1962 till Premio Planeta 1993 för Döden i Anderna och Jerusalem Prize 1995. Litteraturkritikern Harold Bloom inkluderade Kriget vid världens ände i sin lista över litterära verk som bör ingå i den västerländska litterära kanonen. Vargas Llosa tilldelades även Miguel de Cervantes-priset 1994, ett av de mest prestigefyllda priserna inom den spanskspråkiga litteraturen, som delas ut till författare "vars arbete har bidragit till att påtagligt berika det spanskspråkiga litterära arvet". Vargas Llosa fick även Irving Kristol Award 2005 från American Enterprise Institute och mottog Harold and Ethel L. Stellfox Visiting Scholar and Writers Award vid Dickinson College 2008. År 2010 tilldelades han Nobelpriset i litteratur för sin "kartläggning av maktens strukturer och knivskarpa bilder av individens motstånd, revolt och nederlag".
Flera av Vargas Llosas verk har filmatiserats, bland andra Staden och hundarna och Pantaleón och soldatbordellen (båda i regi av landsmannen Francisco Lombardi), samt Bockfesten som regisserades av Vargas Llosas kusin Luis Llosa. Tant Julia och författaren blev filmatiserad på engelska som Tune in Tomorrow. Bockfesten har även dramatiserats för teatern av Jorge Alí Triana, en colombiansk pjäsförfattare och regissör.

## Verk i urval
Svenska översättningar inom parentes med utgivningsår om det skiljer sig från det spanska originalet.

### Skönlitteratur
- 1959 – Los jefes
- 1963 – La ciudad y los perros (Staden och hundarna, översättning Jan Sjögren 1966 och Peter Landelius 2013)
- 1966 – La casa verde (Det gröna huset, översättning Jens Nordenhök 1979)
- 1967 – Los cachorros (Valparna, översättning Annika Ernstson 1978, inkluderar även Los jefes)
- 1969 – Conversación en la catedral (Samtal i katedralen, översättning Annika Ernstson 1994)
- 1973 – Pantaleón y las visitadoras (Pantaleón och soldatbordellen, översättning Jan Sjögren 1975)
- 1977 – La tía Julia y el escribidor (Tant Julia och författaren, översättning Jens Nordenhök 1981)
- 1981 – La guerra del fin del mundo (Kriget vid världens ände, översättning Jens Nordenhök 1984)
- 1984 – Historia de Mayta (Den sanna berättelsen om kamrat Mayta, översättning Jens Nordenhök 1987)
- 1986 – ¿Quién mató a Palomino Molero? (Vem dödade Palomino Molero?, översättning Jens Nordenhök 1989)
- 1987 – El hablador (Berättaren, översättning Annika Ernstson 1991)
- 1988 – Elogio de la madrastra (Till styvmoderns lov, översättning Annika Ernstson 1992)
- 1993 – Lituma en los Andes (Döden i Anderna, översättning Annika Ernstson 1998)
- 1997 – Los cuadernos de don Rigoberto (Don Rigobertos anteckningsböcker, översättning Elisabeth Helms 2000)
- 2000 – La fiesta del chivo (Bockfesten, översättning Peter Landelius 2002)
- 2003 – El paraíso en la otra esquina (Paradiset finns om hörnet, översättning Peter Landelius 2003)
- 2006 – Travesuras de la niña mala (Den stygga flickans rackartyg, översättning Peter Landelius 2007)
- 2010 – El sueño del celta (Keltens dröm, översättning Peter Landelius 2011)
- 2013 – El héroe discreto (Den blygsamme hjälten, översättning Peter Landelius 2014)
- 2016 – Cinco esquinas (En peruansk affär, översättning Peter Landelius 2017)

### Facklitteratur
- 1971 – García Márquez: historia de un deicidio
- 1975 – La orgía perpetua: Flaubert y "Madame Bovary"
- 1990 – La verdad de las mentiras: ensayos sobre la novela moderna
- 1993 – El pez en el agua. Memorias
- 1996 – La utopía arcaica: José María Arguedas y las ficciones del indigenismo
- 1997 – Cartas a un joven novelista
- 2001 – El lenguaje de la pasión
- 2004 – La tentación de lo imposible
- 2006 – Diccionario del Amante de América Latina (har biografiska inslag)
- 2007 – El Pregón de Sevilla
- 2009 – El Viaje a la Ficcion
- 2018 – La llamada de la tribu (Lockrop, översättning Elisabeth Helms 2019)
- 2022 – El fuego de la imaginación (Libros, escenarios, pantallas y museos. Obra periodística I)

### Drama
- 1952 – La huida del inca (Inkans flykt)
- 1981 – La señorita de Tacna
- 1983 – Kathie y el hipopótamo

Mario Vargas Llosas essäer och journalistik har samlats under titeln Contra viento y marea och givits ut i tre volymer 1983, 1986 och 1990.